# 南海泡沫事件
南海泡沫事件（英語：South Sea Bubble）是英國在1720年春天到秋天之間發生的經濟泡沫，與同年的密西西比泡沫事件及1637年的鬱金香狂熱並稱歐洲早期「三大經濟泡沫」。「經濟泡沫」一語即源於南海泡沫事件。
事件起因源於南海公司（英語：South Sea Company），南海公司在1711年西班牙王位繼承戰爭仍然進行時創立，表面上是專營英國與南美洲等地貿易的特許公司，但實際是協助政府融資的私人機構，分擔政府因戰爭而欠下的債務。南海公司在誇大業務前景及進行舞弊的情況下獲外界看好，到1720年，南海公司更透過賄賂政府，向國會推出以南海股票換取國債的計劃，促使南海公司股票大受追捧，股價由原本1720年年初約120英鎊急升至同年7月的1,000鎊以上，全民瘋狂炒股。
然而，市場上隨即出現不少「泡沫公司」混水摸魚，試圖趁南海股價上升的同時分一杯羹。為規管這些不法公司的出現，國會在6月通過《泡沫法令》，炒股熱潮隨之減退，並連帶觸發南海公司股價急挫，至9月暴跌回190鎊以下的水平，不少人血本無歸，包括著名物理學家艾薩克·牛頓爵士也虧本離場。
南海泡沫事件使大眾對政府誠信破產，多名托利黨官員因事件下台或問罪；相反，輝格黨政治家羅伯特·沃波爾收拾殘局，協助向股民賠償，使經濟恢復正常，從而在1721年取得政府實權；後世將之形容為英國歷史的首位首相。此後，輝格黨取代托利黨，長年主導英國政局。至於南海公司並沒有因為泡沫而倒閉，但事實上，公司在1750年以後已中止對南美洲進行的貿易業務，最終維持至1853年才正式結業。

## 背景
早在南海公司成立以前，英國作家丹尼爾·笛福便曾與愛德華·哈利（1664年－1735年）討論一個構想，讓國家向某些企業授予權力壟斷某地區的貿易，然後再從那些公司獲取部份利潤，以便讓政府償還因參與西班牙王位繼承戰爭而欠下的大筆債務。這個構思很快就引起愛德華·哈利的兄長，即時任庫務大臣（Lord High Treasurer）羅伯特·哈利（後為牛津伯爵）的興趣。在他的倡議下，南海公司遂於1711年透過國會法令成立，並從政府獲得權力壟斷英國對南美洲及太平洋群島地區的貿易，而這兩個地區在當時被坊間視為商機無限，因此哈利對公司的期望很高，甚至誇耀地稱之為「牛津伯爵的傑作」（The Earl of Oxford's Masterpiece）。

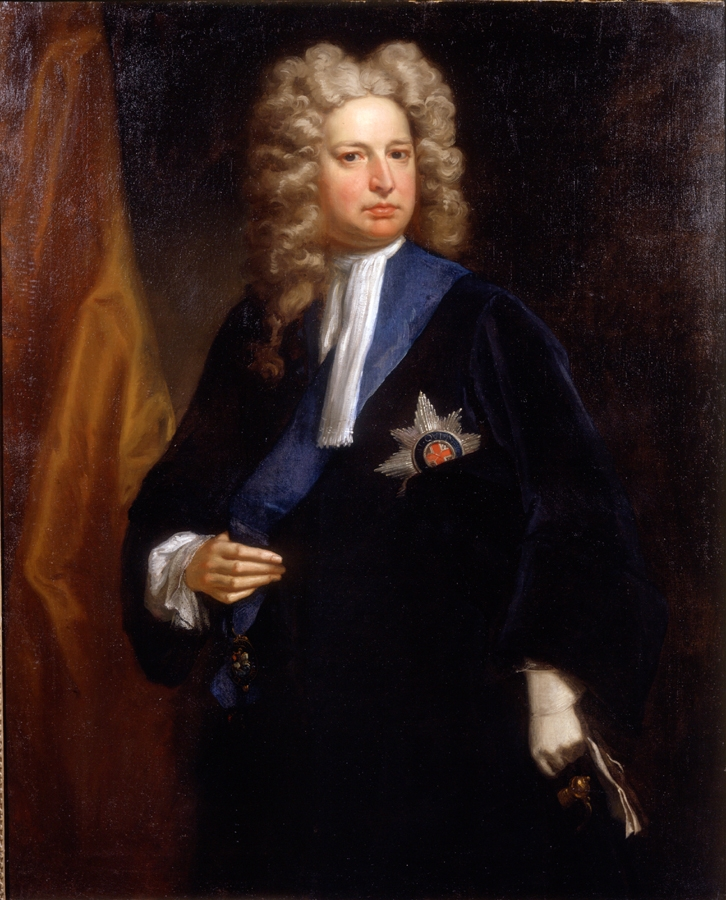
南海公司創辦人牛津伯爵。

除羅伯特·哈利外，南海公司主要由一些富有的商人組成。為了吸引這批商人加入公司，政府遊說他們若購買為數達1,000萬英鎊的國債，政府就會向他們提供六厘年利率，再額外每年提供8,000英鎊，以作回報。由於涉及開支龐大，政府當時更要求國會將酒、醋、煙草等貨品的部份稅收收益預留，以用於支付每年高達600,000英鎊的利息。公司成立後，總部位於倫敦針線街的南海府（South Sea House），董事局總裁由牛津伯爵出任，其他董事包括金融家約翰·布倫特爵士（Sir John Blunt，1665年－1733年）等人。
在1713年，英、西簽訂《烏得勒支和約》，標誌西班牙王位繼承戰爭步向終結。在和約中，西班牙准許英國壟斷對西班牙美洲地區的奴隸貿易，而專營權很自然落在南海公司手上。奴隸貿易在當時被視為很賺錢的行業，南海公司的前景亦被看好。有關和約的簽訂被當時托利黨政府視為一大勝利，因為南海公司成功為政府有效融資，並與由輝格黨控制的英倫銀行抗衡。在1716年，南海公司進一步從奴隸貿易中取得優惠待遇，到1717年更向政府多買額外200萬英鎊的公債。但好景不常，西班牙在1718年與英國等國交惡，並爆發四國同盟戰爭，南海公司的前景一度暗淡下來。可是，公司卻仍然強調前景明朗，並在1718年邀請英皇喬治一世加入董事局成為總裁。

## 南海計劃
在1717年，密西西比公司推出股票換國債計劃，為法國政府融資。雖然南海公司的董事很早就認定密西西比計劃不會成功，但他們卻對該計劃的內容相當有興趣，決定加以仿傚，並相信會取得成功。結果在1719年尾，南海公司向英國政府提出一個名為「南海計劃」（South Sea Scheme）的大型換股計劃，以換取更大利益。在當時，英國政府總共發行了大約5,000萬英鎊的長期國債，國債的分佈如下：
- 1,830萬英鎊國債由三大機構持有：
  - 英倫銀行持有國債340萬英鎊、
  - 東印度公司持有國債320萬英鎊、
  - 南海公司持有國債1,170萬英鎊。
- 1,660萬英鎊屬於可贖回政府債券（Redeemable Government Stock）[4]
- 1,500萬英鎊定期債券：[5]
  - 較長期債券（Long Annuities）總值1,330萬英鎊、
  - 較短期債券（Short Annuities）總值170萬英鎊。

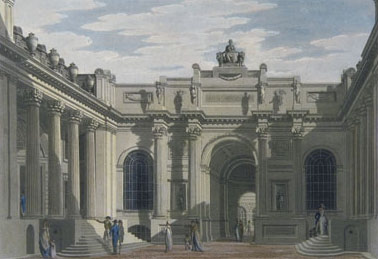
英倫銀行的計劃沒有被採納。

起初，南海公司打算買下所有國債，但由於考慮到買入英倫銀行及東印度公司所持之國債會引來較大阻力，因而放棄方案。到1720年1月21日，南海公司向財政部提供方案大綱，計劃購入市場上總值3,160萬英鎊的可贖回政府債券及定期債券。在方案中，南海公司還願意向政府無條件支付150萬英鎊，以及額外支付不多於160萬英鎊款項，但這筆款項要視乎公司最後取得多少債券而定，換言之，政府最多可從計劃額外獲得310萬鎊。在1月22日，下議院就方案展開討論，但院內的輝格黨議員建議英倫銀行也提供方案，好讓議會能夠作出比較及選擇。英倫銀行隨後於1月27日如期提供方案，英倫銀行表示，如果能夠取得所有可贖回政府債券及定期債券，將額外向政府支付近560萬英鎊，條件明顯比南海公司的310萬鎊具吸引力。
為了獲取下院支持，南海公司在英倫銀行提出建議的同一日修訂方案，同意將原本無條件支付的150萬英鎊上調至350萬鎊，再加上原先有條件地支付的160萬鎊，使政府最多可從南海方案中獲得510萬鎊。此外，南海公司又願意將國債利率在1727年夏天以後，由5%調低至4%，以進一步減少政府在利息上的龐大支出。由於兩大機構提供的方案相當接近，下院要求兩公司再度修訂方案，並著方案在2月1日呈送下院。
在2月1日的修訂方案中，英倫銀行沒有再提供其他優惠，但就列明願意以每1,700鎊的英倫銀行股票換取每100鎊的較長期債券，而較短期債券的換購價則因應持有期而相應調整。至於南海公司方面，雖然修訂方案透絕透露換購價，但就表示將無條件支付的350萬鎊進一步上調至400萬鎊，而有條件支付的款項亦獲得上調，使政府最終最多可額外獲得760萬英鎊，比英倫銀行多出近200萬鎊。

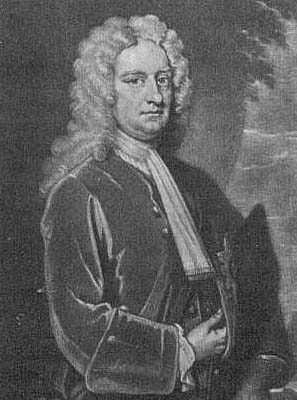
內閣掌權人巽得蘭勳爵等人收受南海公司賄賂，繼而大力支持南海計劃。

在事件中，南海公司向不少政府要員進行大舉賄賂，其中內閣掌權人巽得蘭勳爵及斯坦厄普勳爵更分別收受南海公司市值50,000鎊的股票以及25萬賄款，使他們大力聲援方案，又令財政大臣約翰·艾思拉比負責推銷有關計劃，以求讓方案獲得廣泛支持。再加上南海公司的方案比英倫銀行的吸引，最終使其方案在2月2日獲下院通過，其後在4月7日獲得御准生效。
在方案獲得通過前，輝格黨的下院議員羅伯特·沃波爾曾經對此大力反對。他一方面擔心方案會演變成不良的投機買賣，而且又警告南海公司透過方案，人為地增加公司股票面值，本身的實力根本有限，因此方案將帶來相當高的風險。儘管如此，但當時社會上下都對方案十分著迷，每當沃波爾在下院就方案陳詞時，議事廳內的絕大部份議員甚而選擇退席離場，對沃波爾的顧慮嗤之以鼻。不少人要到日後股災爆發，方才如夢初醒。
在南海公司與國會達成的最終方案中，南海公司願意購入市場總值3,160萬英鎊的可贖回政府債券及定期債券，並以南海公司的股票作交換。而公司會無條件支付政府400萬鎊，再加上有條件地支付的360萬鎊，使政府最多可從方案獲760萬鎊。購入債券後，政府只需向南海公司支付5%的利率，利率到1727年夏天後會降至4%，那時開始南海公司所持的所有國債都會變成可贖回政府債券。
這個方案在當時被視為讓政府與南海公司締造雙贏局面，原因是原本市場上的國債持有人享有高達7%至9%的利率，支付大筆的國債利息對政府構成沉重的財政包袱，現在經南海公司換取國債後，利率得以下調，使政府財政壓力舒緩。另一方面，政府又可從南海公司最多取得760萬鎊的款項，成為一筆可觀的進賬。至於對南海公司而言，由於其股價在當時大受追捧，公司可趁機以遠遠高於面值的股票換取回報穩定的國債，變相賺取豐厚利潤；此外，公司還可每年從政府賺取穩定的債息。

## 南海泡沫
南海公司雖然名為貿易公司，但實際上像英倫銀行一樣，在當時是協助政府融資的私人機構。事實上，南海公司本身的貿易業務平平，它雖在1711年成立，卻要遲至1717年才開展遠航貿易，至於在西班牙的規定下，南海公司一年其實只可派船三隻前往南美貿易，而貿易本身到1718年更復因英、西交惡而中斷。南海公司股票之所以受公眾追捧，是因為它與政府的密切合作關係，令大眾對之放心，而另一方面，公司在推銷南海方案時又向大眾謊稱，公司將會在南美貿易上賺取極豐厚的利潤，將來股票持有人將會獲得可觀股息，使得大眾深信不疑。

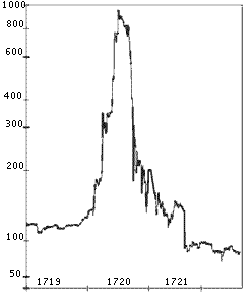
南海公司股價走勢圖。

雖然法國的密西西比公司計劃在1720年以失敗收場，但英國大眾卻依然對南海計劃充滿信心。公司的計劃在取得御准後不出數星期，就已經成功向逾半國債持有人換取債券，使他們成為公司股東之一，而同時間，南海公司股價亦開始節節上揚。在1720年年初，原本只處於128英鎊的南海公司股價，到3月上升至330鎊。在4月的時候，南海公司的董事們已經以每股高達300鎊的價錢售出225萬股股票。到5月，南海股價上揚至500鎊，6月升到890鎊，7月的時候更上試到每股1,000英鎊的價位。儘管每股逾千鎊，但公司董事仍然在這個價位售出500萬股股票。
自南海公司開始股票換國債的行動後，社會上下全民瘋狂追捧南海公司股份，有說「政治家忘記政治、律師放棄打官司、醫生丟棄病人、店主關閉舖子、牧師離開聖壇，就連貴婦也放下了高傲和虛榮」。為了促銷股票，南海公司又向有意購買股票的人士大舉放貸，讓他們有能力購買大手股票，然後再由他們分期攤還貸款。除此之外，市場上還出現熱熾的投機活動，數以百計的股份公司隨之湧現，當然少數好像皇家交易所保險公司（Royal Exchange Assurance Corporation）是從事正當生意，但大部份都是混水摸魚，旨在編取公眾金錢。這些後來被稱之為「泡沫公司」的股份公司，大多模仿南海公司的宣傳手法，在市場上發佈虛假消息，聲稱正進行大宗生意，從而吸引市民購買股票。其中一些公司更荒誕不經地聲稱正研發「可以永久轉動的車輪」，有些則甚至只表示「正進行有潛力生意」，但市民仍然盲目地追捧，使這些公司的股價連同南海公司股價一同上漲。據悉，這些「泡沫公司」在市場上計劃吸納的資金，高達3億英鎊。
為了規管市場亂局，以及保護南海公司免受「泡沫公司」打擾，國會在1720年6月9日通過了別稱《泡沫法令》的《1719年皇家交易所及倫敦保險公司法令》，內容規定股份公司必須取得皇家特許狀才能繼續經營。到6月11日，喬治一世發表公告，警告「泡沫公司」屬非法，可受檢控；後來喬治一世離開英國渡假，南海公司遂遊說負責攝政的上訴法院法官，促使法院在7月頒令86間「泡沫公司」為非法，予以取締。
自大量「泡沫公司」被取締後，社會大眾才如夢初醒，對股份公司懷有戒心，連帶南海公司也受牽連。自7月以後，隨著熱潮減退，南海公司的股價由原本1,000鎊以上的價位急速下滑，情況不受控制。南海公司的股價到8月25日已跌至900鎊，這時不少知情的內幕人士及時脫身，免卻了血本無歸的下場，但普通大眾卻在9月損失慘重。在9月9日，南海公司股價已暴跌至540鎊，為了挽救跌勢，南海公司董事與英倫銀行董事在9月12日商討解決方法。會後誤傳英倫銀行決定注資600萬鎊，一度令南海股價重上670鎊，但到同日下午，市場證實消息乃子虛烏有，南海股價隨即跌至580鎊，翌日再下試570鎊，收市時更急挫至400鎊。此後，市場上人心虛怯，人人大舉設法拋售南海股票，到9月28日的時候，南海股價已暴瀉到190鎊，至12月更跌剩124鎊。而在同期間，英國其他股票也受到拖累，英倫銀行的股價亦由8月的263鎊跌到12月的145鎊，但情況要比南海公司好。
南海公司的股價暴跌，使數以千計股民血本無歸，當中不乏上流社會人士，另外部份人更因為欠債累累而出逃國外。自經濟泡沫發生後，社會輿論隨即強烈要求向有關官員及南海公司的董事展開調查，以追究事件責任。由於事態嚴重，在內閣的請求下，喬治一世在11月提早結束休假，返回英國主持大局。

## 泡沫以後
在1720年12月8日，國會召開，並隨即就南海泡沫事件展開調查，其中下院更成立一個秘密委員會專責調查。為了阻止局勢惡化，下院的羅伯特·沃波爾曾建議英倫銀行及東印度公司各購入900萬鎊的南海股票，雖然這個建議得到國會支持，但最後沒有落實。到1721年1月，國會通過法令禁制南海公司董事離開英國，並著令要他們如實交代他們擁有的資產價值。下院的秘密委員會隨後在1721年2月發表調查報告，指南海公司進行非常嚴重的詐騙及貪污活動，另外又偽造公司賬目，此外部份董事又與官員私相授受，其中更有董事透過不法投機活動而賺取可觀利潤。

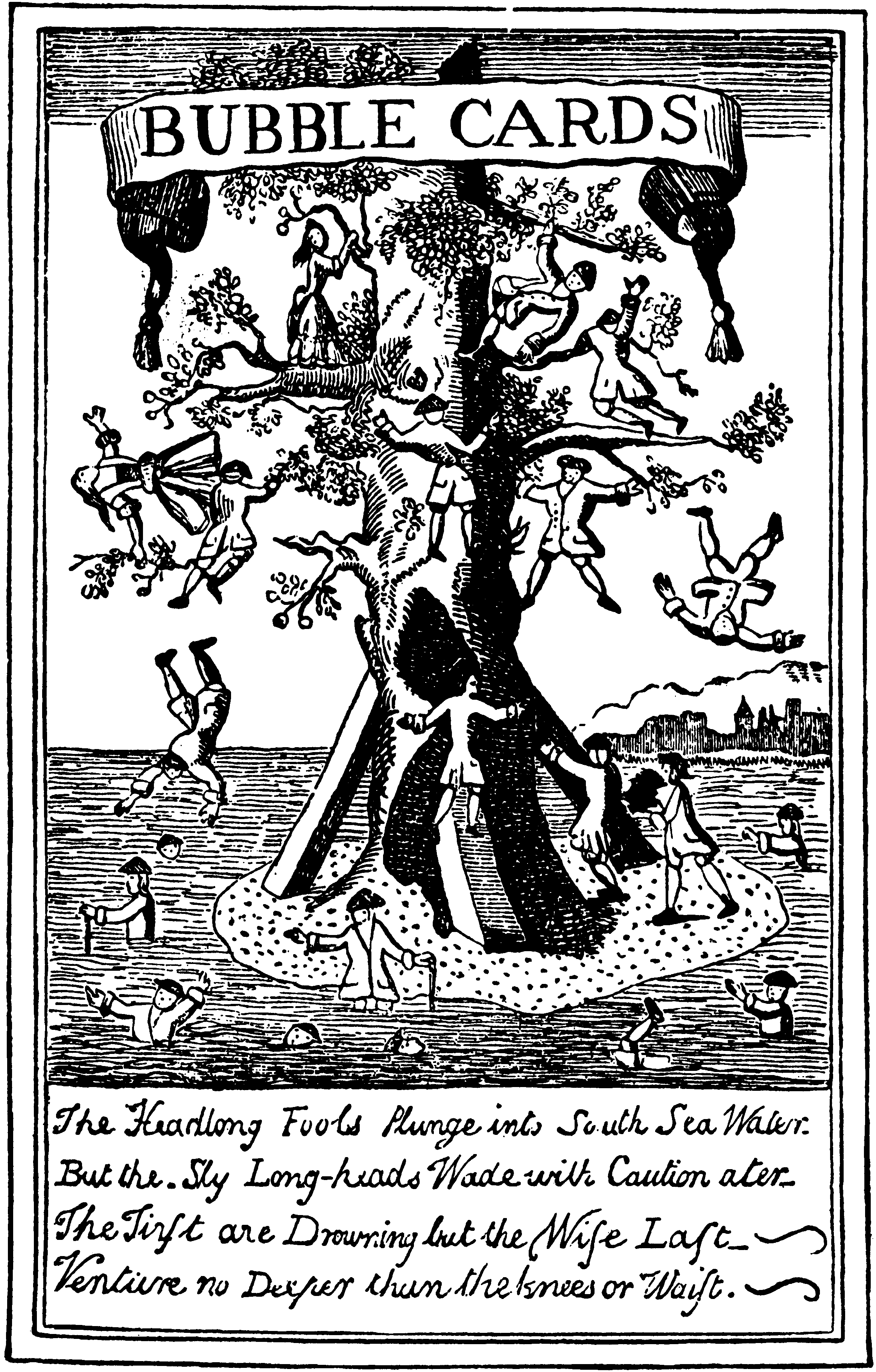
一幅諷刺股民瘋狂葬身南海的漫畫。

在下院的報告中，受牽連的官員包括曾受賄的財政大臣約翰·艾思拉比、郵政總局局長老詹姆士·克拉格斯、南方大臣小詹姆士·克拉格斯、甚至乎是內閣掌權人斯坦厄普勳爵及巽得蘭勳爵等等。當中，艾思拉比在1721年1月被迫辭任財相，其後更被起訴犯下「最聲名狼藉、危險和罪大惡極的貪污罪」（英語：Most notorious, dangerous and infamous corruption），至3月被下院裁定罪成，除了被遂出下院外，更被判監禁在倫敦塔內；至於克拉格斯父子兩人在舉國痛罵下分別在3月和2月去世。此外，在沃波爾的維護下，斯坦厄普勳爵、巽得蘭勳爵及部分人士最終被判無罪，但值得注意的是，下院認為坦厄普勳爵無罪的票數僅僅比有罪的票數多三票。
隨後在國會通過法令下，南海公司董事們的財產被充公，總值2,014,123英鎊，不過其中354,600鎊退還予南海公司董事們，作為他們基本營生所用。以董事約翰·布倫特爵士為例，原本擁有18.3萬身家的他充公後只剩下5,000鎊；至於餘款則用於救助南海泡沫事件中的受害人。經調查後，委員會得出南海公司的股本在1720年年尾時共值3,700萬鎊，其中只有2,400萬鎊股本分配予持股人，其餘1,300萬鎊詐騙得來的股本仍由公司持有。在這筆款項中，最後有800萬鎊被用以瓜分為股息，每股派息作價33鎊6先令8便士，以作為對南海股票持有人的補償。
另一方面，南海公司曾經透過其股票利潤借出貸款合共1,100萬鎊，借款人士來自社會各階層，其中包括138位下院議員。在沃波爾協助下，這批曾向南海公司貸款的人士只要還清貸款的10%，便已算清還整筆貸款，而這個10%的限制在後來獲進一步下調至5%。此外，南海公司原先承諾向政府額外繳付的最多760萬鎊，亦獲豁免。至此，南海泡沫事件大致上獲得解決。
歷經泡沫後，南海公司沒有因此倒閉，而且還擁有為數4,000萬鎊的資產。不過，南海公司在此後也沒有在南美貿易業務上發展起來，它主要仍然是一所協助政府處理債務的公司。在1750年，西班牙政府向公司提供10萬鎊以撤銷公司在南美的部份貿易優惠，自此公司退出其貿易業務，但其享有的剩餘貿易優惠則一直遲至1807年才告撤銷。南海公司所剩餘的股票於1853年獲贖回或變換成國債，南海公司遂正式成為歷史。

## 泡沫影響

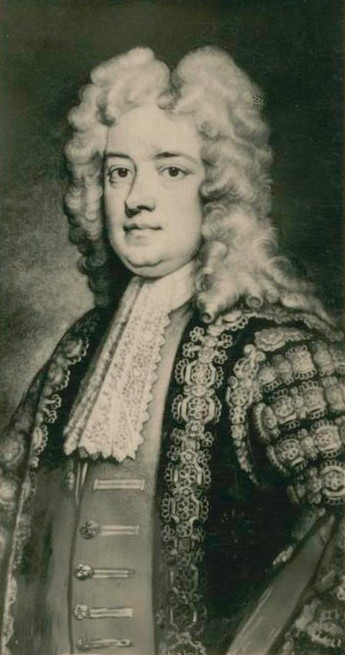
羅伯特·沃波爾

南海泡沫事件與1720年的法國密西西比公司及1637年的荷蘭鬱金香狂熱，是西方歷史早期爆發的三大的泡沫經濟事件。其中南海泡沫事件中的南海股價如泡沫快上快落的情況，更被後人發展出「泡沫經濟」一詞，用來形容經濟過熱而收縮的現象。南海泡沫事件對英國帶來很大震盪，國人對股份公司留有陰影，而在事件中制定的《泡沫法令》一直到1825年才予廢除，反映國民經過長時間才慢慢對股份公司重拾信心。著名物理學家艾薩克·牛頓爵士在南海泡沫事件中也是受害者之一，他在第一次進場買入南海股票時曾小賺7,000鎊，但第二次買進時已是股價高峰，結果大虧2萬鎊離場。牛頓曾因而嘆謂：「我能算準天體的運行，卻無法預測人類的瘋狂。」（英語："I can calculate the motions of heavenly bodies, but not the madness of people."）可見事件影響之大。
在調查南海泡沫事件中，國會秘密委員會委任了查爾斯·斯奈爾（Charles Snell）為南海查賬，這是國會歷史上首次委託民間第三方獨立會計師進行核數調查，結果成功查得南海公司犯下嚴重的詐騙及做假賬等等的舞弊行為。委任第三方專業會計師的做法在後世被加以採納，成功減低了企業舞弊的風險，在日後大大促進了特許會計師及核數行業的長足發展。
在政治方面，南海泡沫事件使國民對托利黨及喬治一世大失信心，政府誠信破產。相反，輝格黨的羅伯特·沃波爾卻因為在事件中成功收拾殘局，使其聲望日隆，繼而成功於1721年起成為英國歷史上首位首相（雖然當時未有首相一職，但沃波爾卻有首相之實），主導政局。此後，輝格黨政府持續主導政壇至1770年，期間只曾有托利黨的標得伯爵在1762年至1763年短暫出任首相，其餘時間盡由輝格黨人任相。

## 注腳

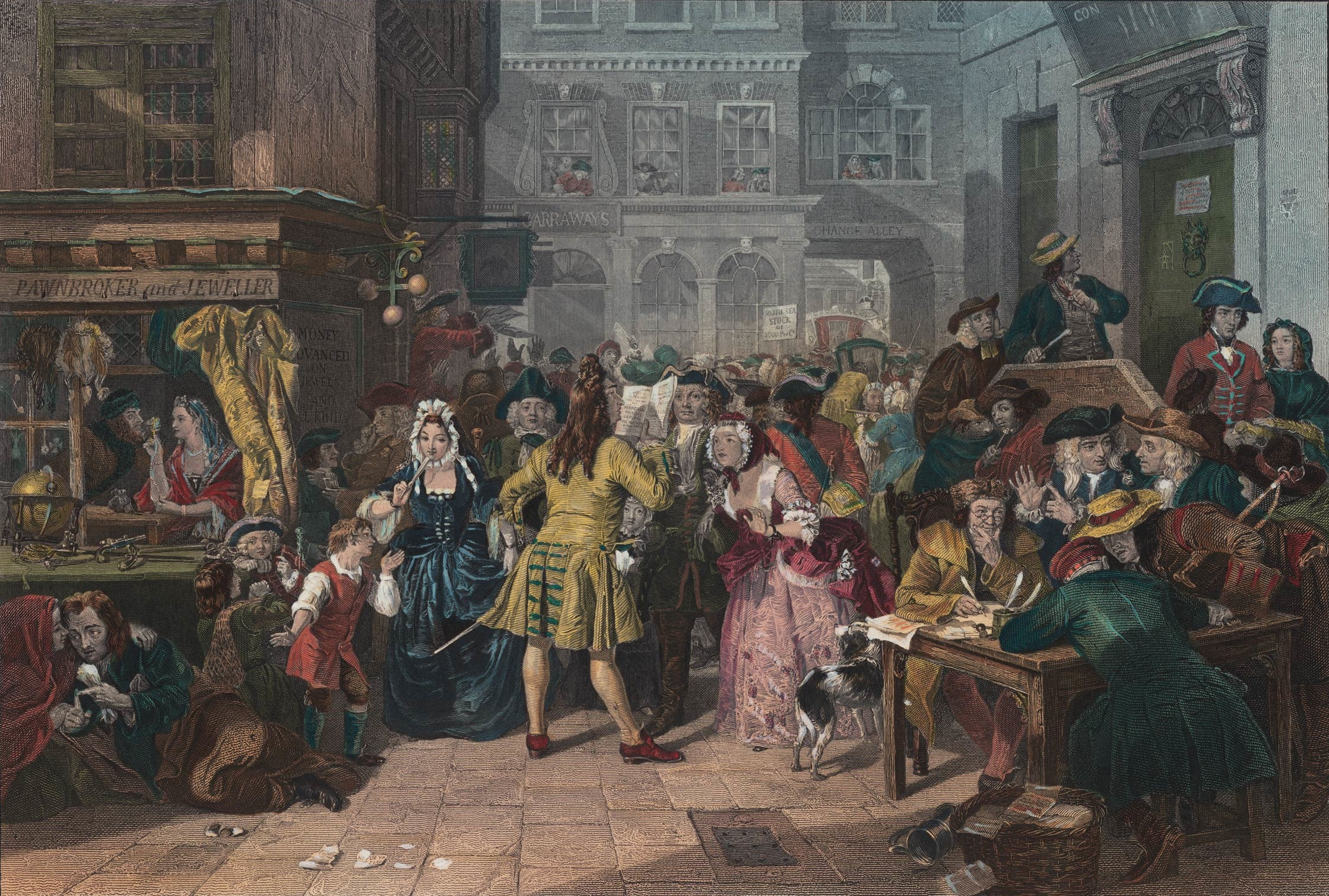
南海泡沫事件

1. 1 2 3 4 5 6 7 8 9 10 11 12 13 14 15 16 17 18 19 20  "South Sea Bubble", Encyclopædia Britannica, 1911.
2. 1 2 3 4 5 6 7 8 9  Charles MacKay, Extraordinary Popular Delusions and the Madness of Crowds, 1841.
3. 1 2 3 4 5 6 7  Richard Dale, The First Crash, Princeton University Press, 2004.
4. ↑  這批債券由私人持有，利率介乎於4%至5%，贖回債券需在一年前預先提出。
5. ↑  這批債券由私人持有，期中較長較的一種在1792年至1807年期間到期，而較短期的一種也要在1742年到期。這批債券利率高達7%至9%，並且未經持有人同意，不可提早贖回。
6. 1 2  "South Sea Bubble Short History", South Sea Bubble Home, US: Harvard Business School, 2008.
7. 1 2 3 4 5  王珠強，《審計學基础》，清華大學出版社，2004年。
8. 1 2 3  Viscount Erleigh, The South Sea Bubble, Manchester: Peter Davies Ltd, 1933.
9. ↑  于宗先、王金利，《臺灣泡沫經濟》，台灣：中國經濟企業研究所，1998年。
10. ↑  吴敬琏，《吴敬琏: 十年纷纭话股市》，上海：上海遠東出版社，2001年。
11. ↑  Mark C. Taylor, Confidence Games （页面存档备份，存于）, University of Chicago Press, 2004.

## 外部連結
- 哈佛大學商學院的南海泡沫事件網 （页面存档备份，存于）
- From Market to Exchange, 1693–1801
- 南海泡沫事件網
- 南海公司與奴隸貿易